# Johann Caspar Schinz

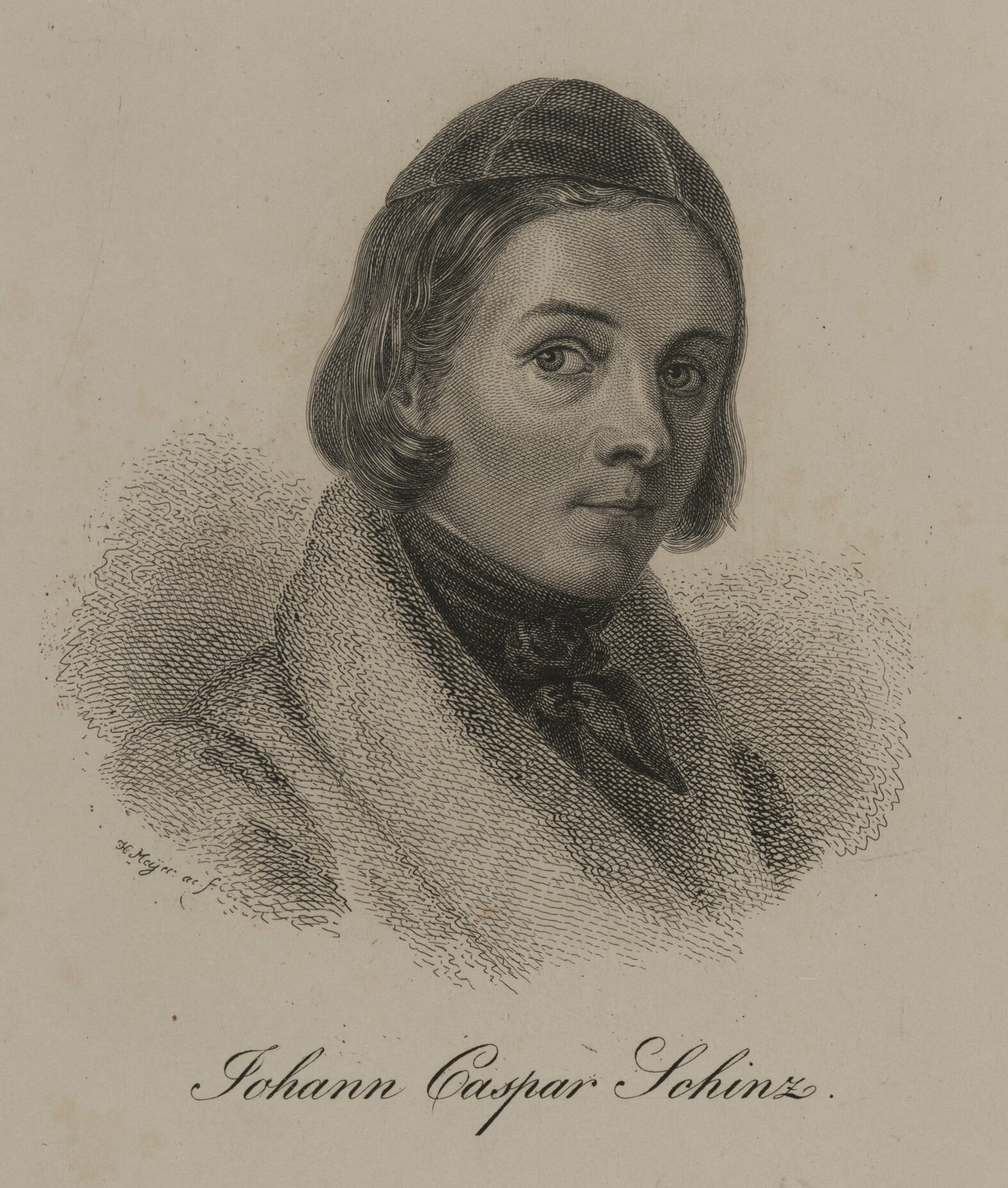
Johann Caspar Schinz (ca. 1840)

Johann Caspar Schinz (* 16. April 1797 in Zürich; † 9. August 1832 ebenda) war ein Schweizer Maler, Zeichner, Grafiker und Radierer.

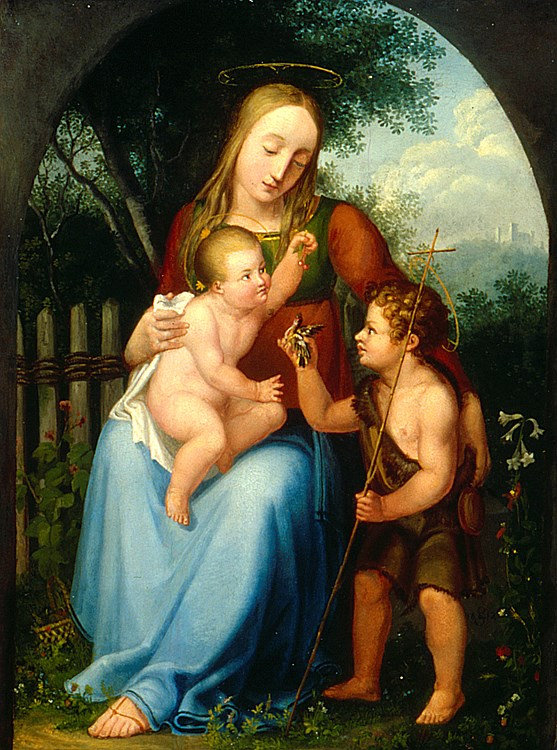
Maria mit Jesuskind
und dem Johannesknaben

## Leben
Johann Caspar Schinz wurde als Sohn des Zürcher Bankiers Hans Rudolf Schinz zur Gloggen und Anna Katharina Huber geboren. Seine Eltern hatten ihn zum Beruf des Pfarrers vorgesehen. Er beschloss jedoch, beim Kupferstecher Johann Heinrich Lips in die Lehre zu gehen. Wegen einer Augenkrankheit musste er auf den Beruf des Kupferstechers verzichten und begann 1815 bei Johann Kaspar Huber (1752–1827) die Lehre der Ölmalerei. Ab dem 26. August 1816 studierte er an der Königlichen Akademie der Künste in München bei Heinrich Maria von Hess.
1818 lernte er die Künstlerin Louise Seidler kennen. Er unternahm mit ihr und dem Zürcher Maler Daniel Albert Freudweiler eine Studienreise nach Rom, wo sie sich den Nazarenern näherten. Er schloss in Rom Freundschaften mit Friedrich Overbeck und den Gebrüdern Johannes und Philipp Veit.
1821 besuchte er seine Eltern in Zürich. Wegen erneuter Augenkrankheit kehrte er einige Jahre später nach Zürich zurück und heiratete dort 1826 Emerentia Dorothea Hirzel. Er besuchte Weimar, um sich für eine von Goethe protegierte Stellung als Zeichenlehrer zu bewerben, und Dresden, um die dortige Kunstsammlung kennenzulernen. Schinz wurde zum Lehrer am Eidgenössischen Polytechnikum in Zürich ernannt. Er starb im Alter von 35 Jahren. Er hinterliess nur wenige Werke, zu meist religiösen Themen im Stil der Nazarener.